# ヒキルパン・デ・ホゥアレス (ミチョアカン州)
ヒキルパン・デ・ホゥアレス（Jiquilpan de Juárez）
は、メキシコのミチョアカン州にある都市、基礎自治体。人口は3万6158人（2020年）。
ヒキルパンは小さな町ではあるが、2人の大統領、アナスタシオ・ブスタマンテとラサロ・カルデナスを輩出したことで知られている。俳優のダミアン・アルカザールもこの町の出身である。町はプエブロ・マヒコに選出されている。